# دم‌چیده زیبا
دم‌چیده زیبا یا مگس‌مرغ زیبا (نام علمی: Calothorax pulcher) گونه‌ای از مرغ مگس در تبار عسل‌نوش‌تباران (Mellisugini) از زیرتیرهٔ مگس‌مرغیان (Trochilinae)، «مگس‌مرغ‌های زنبوری» و بومی مکزیک است.